# Barbaar

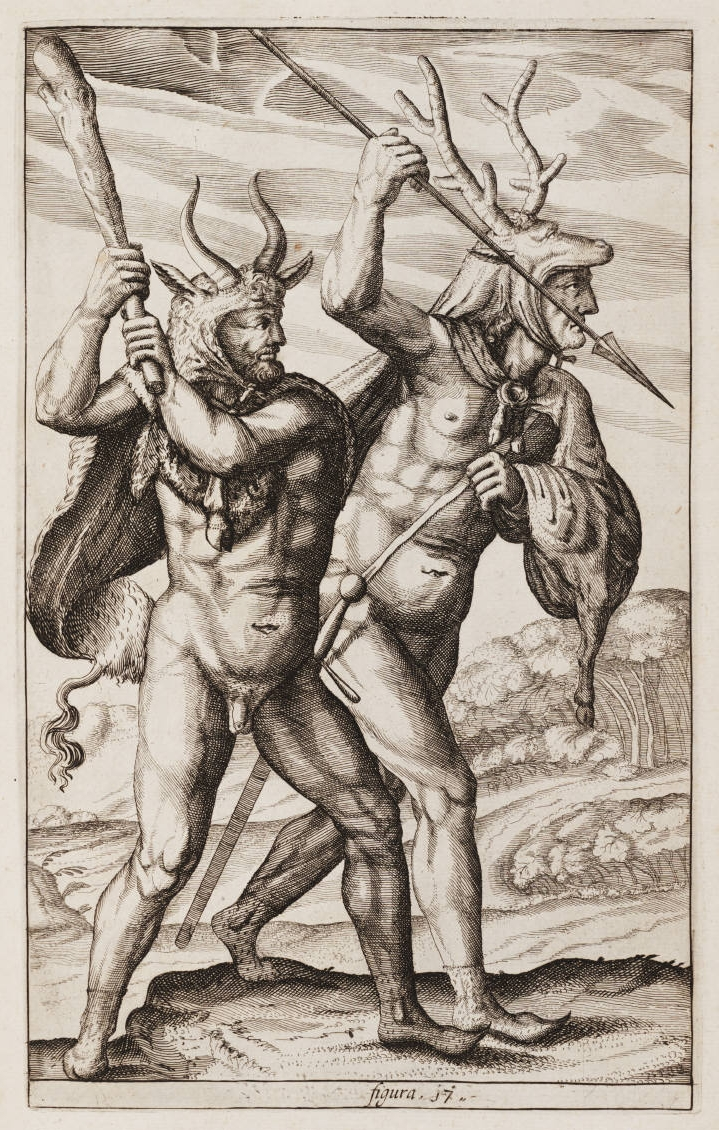
Germaanse krijgers, zoals weergegeven in Philipp Clüvers Germania Antiqua (1616)

Een barbaar is een onbeschaafd, onderontwikkeld persoon. Het woord komt van het Oudgriekse bárbaros (βάρβαρος). Het is een klanknabootsing van de onverstaanbare talen die vreemdelingen spraken in de oren van de oude Grieken; het klonk als gebrabbel.
De Indiërs noemen in de Mahabharata (12, 206) de noordelijke stammen Karatas, Ghandharas, Kamvojas en Barbaras. Zij verbleven buiten de koninkrijken van Aryavarta (het land van de Ariërs). De term uit het Sanskriet met een vergelijkbare betekenis, is mleccha.
De Grieken, en in navolging van hen de Romeinen met de term barbarus, noemden een volk barbaren als ze hen niet konden verstaan of als hun cultuur op hen vreemd overkwam. Daarmee werd in die tijd niet altijd bedoeld dat die volken onbeschaafd waren. Dat blijkt onder andere uit Handelingen 28:2, waar volgens de beschrijving, de barbaroi van Malta in bijzondere mate philanthrōpia (menslievendheid) toonden. De Perzen werden door de Romeinen en Grieken ook als barbaren beschouwd.
Later is hier het woord Berber van afgeleid, de oude Europese en meest gebruikte naam voor de Imazighen (Berbers). Dit volk werd vroeger dan ook barbaren genoemd, die woonden in Barbarije, het huidige Algerije, Tunesië, Marokko en Libië. Ook de voornaam Barbara is afgeleid van het woord barbaar in de betekenis vreemd, buitenlands of wellicht exotisch.

## Hedendaagse betekenis
In het hedendaags taalgebruik wordt met barbaar iemand bedoeld zonder smaak of gevoel of zonder besef van kunstwaarde. Zo wordt iemand met weinig kennis op het gebied van kunst en cultuur en die daar ook geen gevoel of belangstelling voor toont een cultuurbarbaar genoemd. Met een barbaarse handeling wordt een onmenselijke handeling, een gruweldaad of wandaad bedoeld; een handeling zonder respect voor een ander persoon, zijn bezittingen of voor een dier.